# 中緑村
中緑村（なかみどりむら）は、熊本県の北部に位置していた村。

## 地理
- 河川：緑川

## 歴史
- 1874年 - 以下の町村が成立。
  - 南中牟田村、北中牟田村、今村が合併し中牟田村が成立
  - 新村、江中島村、上海氏村、下海氏村、道古閑村が合併し美登里村が成立
- 1889年4月1日 - 町村制施行により中牟田村と美登里村が合併し発足。
- 1956年9月30日 - 川口村、奥古閑村、内田村、銭塘村、海路口村と新設合併し、天明村発足。

## 学校
- 中緑村立中緑小学校